# Gregory (Teksas)
Gregory – miasto w Stanach Zjednoczonych, w stanie Teksas, w hrabstwie San Patricio.